# Estación de Tizimín
Tizimín fue una estación de trenes que se encuentra en Tizimín, Yucatán.

## Historia
La estación Tizimín fue edificada sobre el ramal a Tizimín del Ferrocarril de Mérida a Valladolid, construido por concesión el 2 de octubre de 1880, el cual pasó a formar parte de los Ferrocarriles Unidos de Yucatán, empresa constituida a principios del siglo XX por ocho empresas ferroviarias concesionadas desde el siglo XIX.
El 30 de noviembre de 1913, fue inaugurada la estación, desde 1990 se encuentra en el abandono la estación.